# Papaweryna
Papaweryna (od łac. Papaver – mak, ATC: A 03 AD 01) – alkaloid izochinolinowy występujący w opium. Jest trzecim alkaloidem opium pod względem działania i klasyfikuje się za kodeiną i morfiną.
Nazwa międzynarodowa: papaverini hydrochloridum
Nazwa handlowa (w Polsce): Papaverinum hydrochloricum
Postać: ampułki zawierające 40 mg chlorowodorku papaweryny w 2 ml

## Działanie
Papaweryna jest środkiem silnie rozkurczającym mięśnie gładkie narządów wewnętrznych o bezpośrednim działaniu na komórkę mięśniową. Działanie rozkurczające występuje w obrębie dróg żółciowych, moczowych, przewodu pokarmowego, naczyń krwionośnych i oskrzeli, powoduje obniżenie ciśnienia tętniczego.
Przy większych dawkach wywołuje zwiotczenie mięśni w obrębie całego ciała. Jak większość opiatów, może wywoływać: zawroty głowy, senność, zwiotczenie mięśni, apatię, euforię, spowolnioną perystaltykę jelit oraz depresję oddechową.

## Wskazania
Papaweryna jest stosowana w stanach skurczowych przewodu pokarmowego, kolce wątrobowej, skurczach macicy, kamicy pęcherzyka żółciowego, stanach zapalnych i skurczowych dróg żółciowych, kolce jelitowej, zaparciach spastycznych, kamicy nerkowej, bolesnym parciu na mocz, a obecnie rzadziej także w stanach skurczowych naczyń krwionośnych, w tym naczyń krążenia wieńcowego, mózgowego i siatkówki.

Przeczytaj ostrzeżenie dotyczące informacji medycznych i pokrewnych zamieszczonych w Wikipedii.